# Chicago (bilard)
Chicago – odmiana bilardu, zaliczana do bilardów amerykańskich. Gra ta była bardzo popularna w Stanach Zjednoczonych, a szczególnie w Nowym Jorku w latach 60. oraz 70. XX wieku.

## Zasady
Chicago jest oparta na ósemce oraz dziewiątce. Jest rozgrywana na stole oraz przy użyciu bil od ósemki (ewentualnie od czternaście plus jeden) – piętnaście bil ponumerowanych od 1 do 15. Chicago jako gra barowa była rozgrywana głównie o pieniądze.
Rozbicie bil należy przeprowadzić tak, żeby biała uderzyła najpierw w bilę z numerem 1, ustawioną na samym szczycie trójkąta. W Chicago nie ma zasady podziału na bile całe i połówkowe, tak jak w ósemce. Po rozbiciu gracz musi wbijać bile do łuz w kolejności (od bili z numerem 1, kończąc na bili z numerem 15). Za wbicie bil z numerami 1, 5, 8, 10, 13 oraz ostatniej, 15, są przyznawane pieniądze. Wygrywa ten gracz, który wbił więcej z tych właśnie bil.
Przed grą obaj zawodnicy ustalają, ile warta jest każda tzw. „bila pieniężna” (tj. bila z numerem 1, 5, 8, 10, 13 i 15). Po meczu, przegrany płaci wygranemu tą właśnie sumę pomnożoną przez różnicę bil pieniężnych, które wbili obaj gracze (np. kiedy gracz A wbił 5 bil pieniężnych, a gracz B tylko jedną i przegrał mecz, płaci on graczowi A ustaloną sumę pomnożoną razy cztery). Kiedy obaj gracze wbiją po trzy bile pieniężne, następuje remis żaden nie płaci drugiemu.
Z powodu gry na pieniądze Chicago jest uważana za grę hazardową. Znane jest także Chicago w wersji niehazardowej – zamiast pieniędzy gracze otrzymują punkty.
Ponieważ Chicago jest głównie grą barową, nigdy nie odbyły się jej żadne większe turnieje. W latach 80. XX wieku gra ta straciła swoją popularność i obecnie jest już bardzo rzadka.